# Hrvat
Hrvat je trajektem chorvatské společnosti Jadrolinija plavící se na lince Split-Supetar. Byl postaven v chorvatské loděnici Kraljevica Shipyard a pojmenován po starém chorvatském parníku ze začátku 20. století. Zařazen do služby byl v roce 2007. Jeho kapacita je 138 automobilů a 1200 cestujících. Nad prostorem pro automobily je klimatizovaný salón pro 800 cestujících. Vybavení zahrnuje hydraulické rampy a eskalátory.

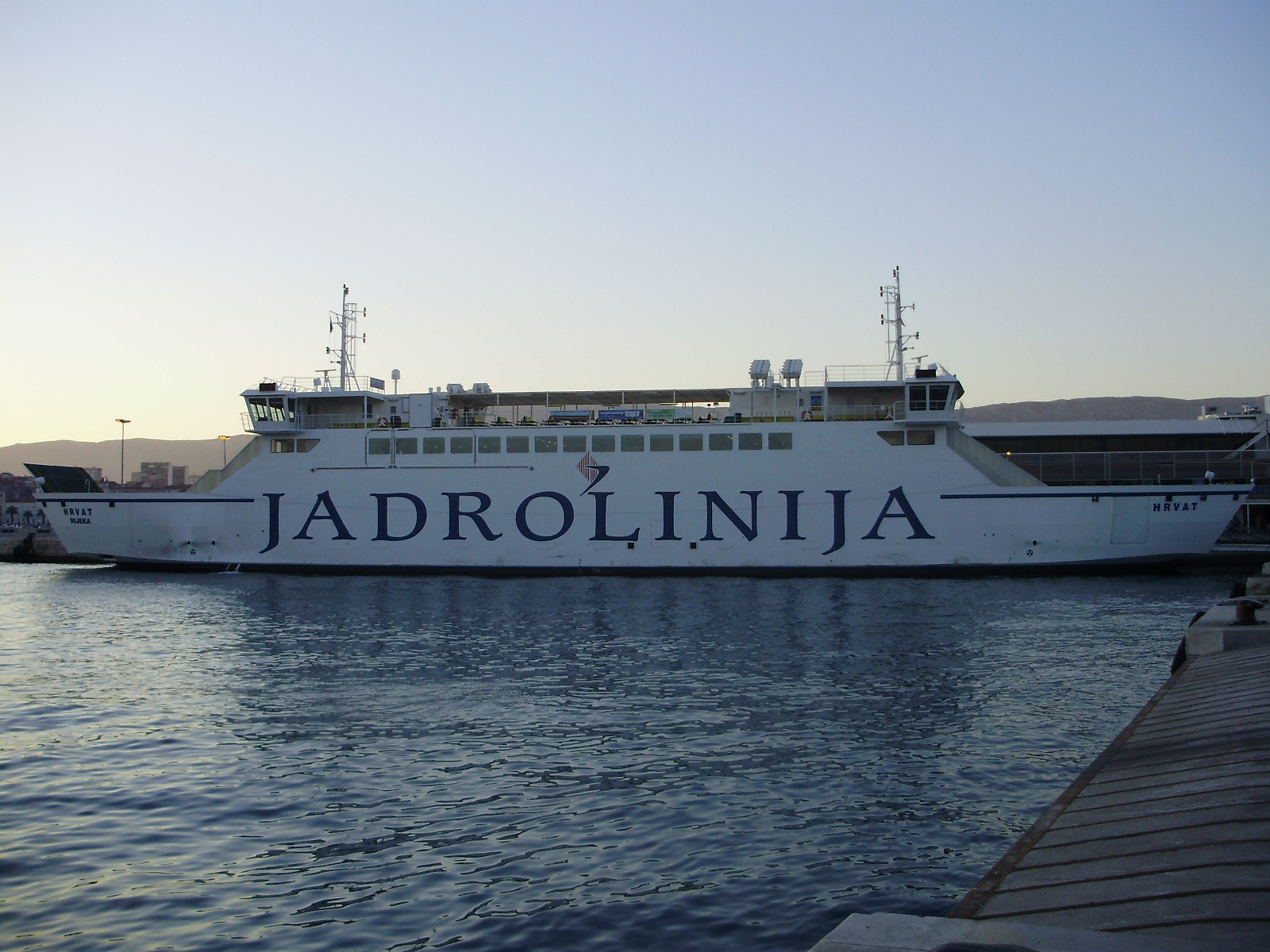
Hrvat ve Splitu
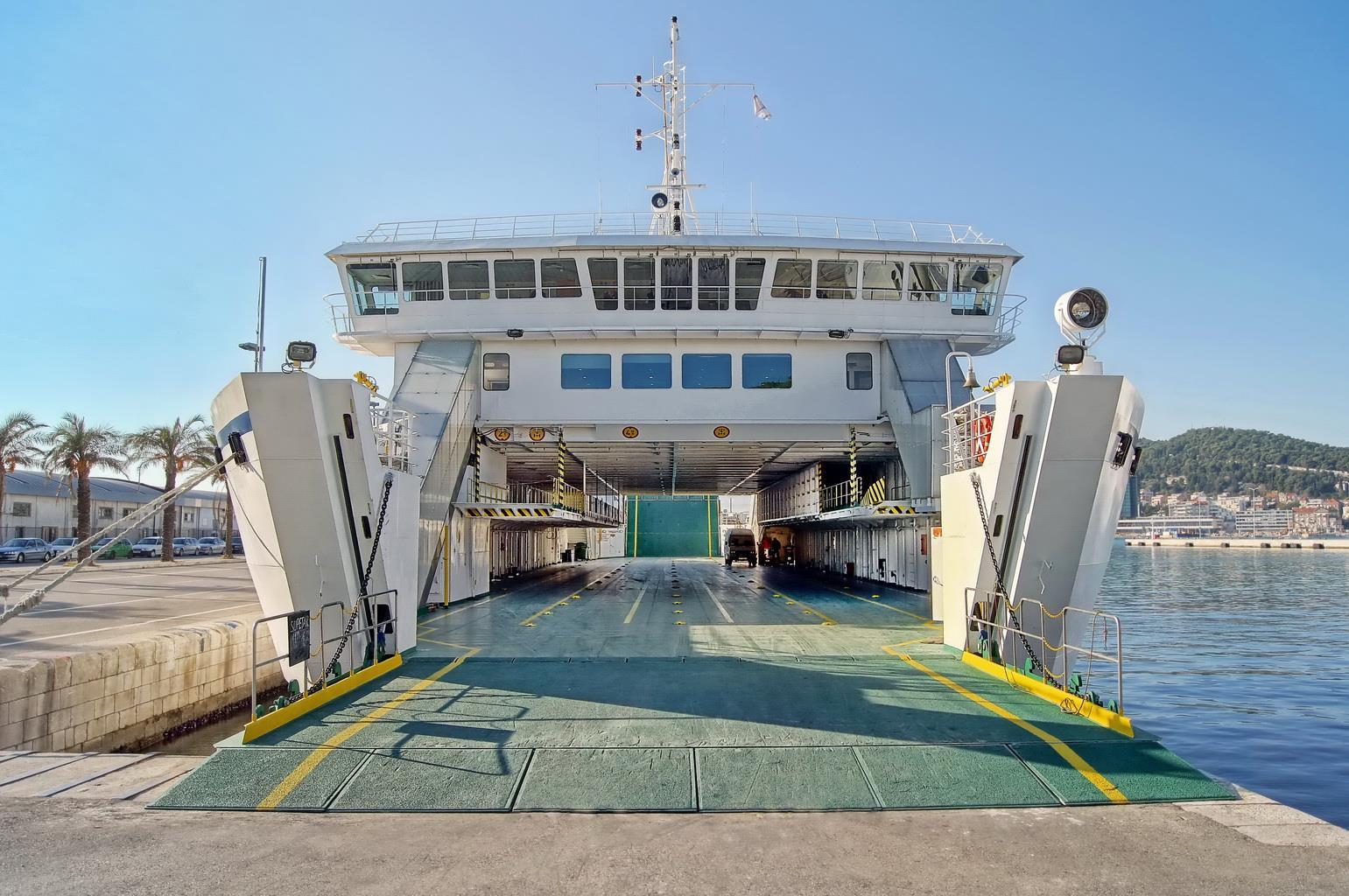
Hrvat ve Splitu
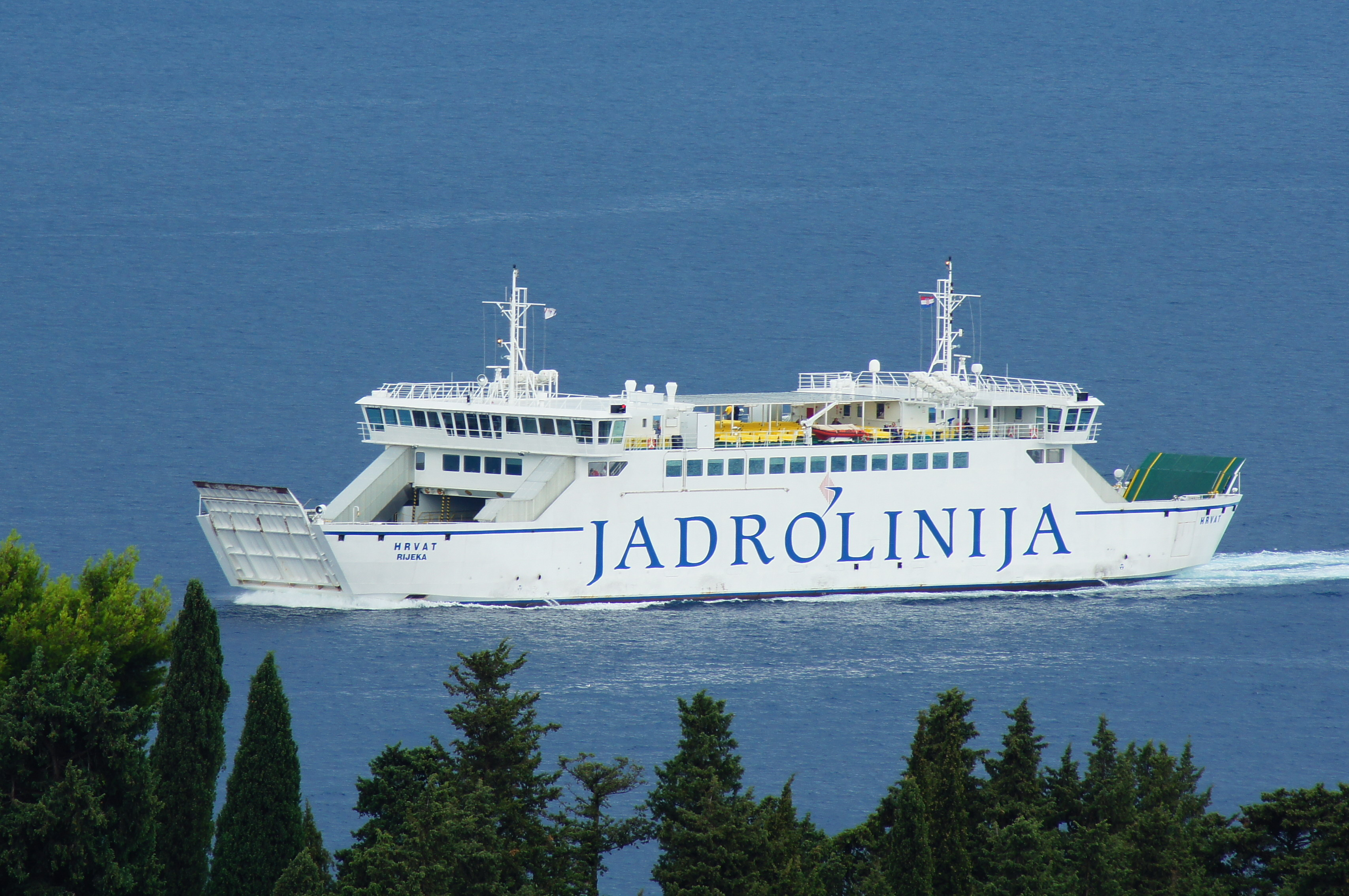
Hrvat připlouvá do Splitu